# Larry Pressler
Pour les articles homonymes, voir Pressler.
Larry Lee Pressler, né le 29 mars 1942 à Humboldt (Dakota du Sud), est un homme politique américain.

## Biographie
Titulaire d'une bourse Rhodes, Larry Pressler sert au Viêt Nam en 1966 puis achève ses études à la faculté de droit de Harvard.
Il est élu à la Chambre des représentants des États-Unis en 1974, sous l'étiquette républicaine. En 1978, il est élu au Sénat fédéral. Il est un temps candidat à l'élection présidentielle américaine de 1980. Réélu sénateur à deux reprises, Larry Pressler est battu par le représentant démocrate Tim P. Johnson en 1996,.
Après son échec, Pressler poursuit des activités de lobbying et de droit à Washington, tout en continuant d'enseigner dans le Dakota du Sud. En 2002, il est candidat à la Chambre des représentants. Il est considéré comme l'un des deux favoris de la primaire républicaine, avec le gouverneur Bill Janklow, qui le devance cependant dans les sondages. Il est largement battu par Janklow.
Larry Pressler fait un retour en politique lors des élections sénatoriales de 2014, alors que Tim Johnson ne se représente pas. Candidat indépendant, il affronte notamment le gouverneur républicain Mike Rounds et le démocrate Rick Weiland. Sa candidature se fait d'abord au détriment du démocrate, puis au détriment de Rounds, qui apparaissait jusqu'alors comme largement favori. Au soir de l'élection, Pressler arrive en troisième position, avec environ 17 % des suffrages, et rassemble davantage d'électeurs démocrates que républicains.
Après la tuerie d'Orlando, il apporte son soutien à la démocrate Hillary Clinton pour l'élection présidentielle américaine de 2016, citant notamment son engagement pour un plus grand contrôle des armes à feu. Converti à l'Église de Jésus-Christ des saints des derniers jours en 2015, il fait campagne pour la démocrate dans l'Utah, majoritairement mormon.

## Positions politiques
Larry Pressler est considéré comme un républicain modéré durant son mandat de sénateur. Il est libéral sur les questions de société, lors de sa campagne de 2014, il se montre en faveur de l'avortement et du mariage homosexuel. Il vote pour Barack Obama en 2008 et 2012, mais s'estime déçu par sa politique en matière de déficit public.